# Protaetia obtusa
Protaetia obtusa är en skalbaggsart som beskrevs av Wallace 1867. Protaetia obtusa ingår i släktet Protaetia och familjen Cetoniidae. Inga underarter finns listade i Catalogue of Life.